# Cabrette

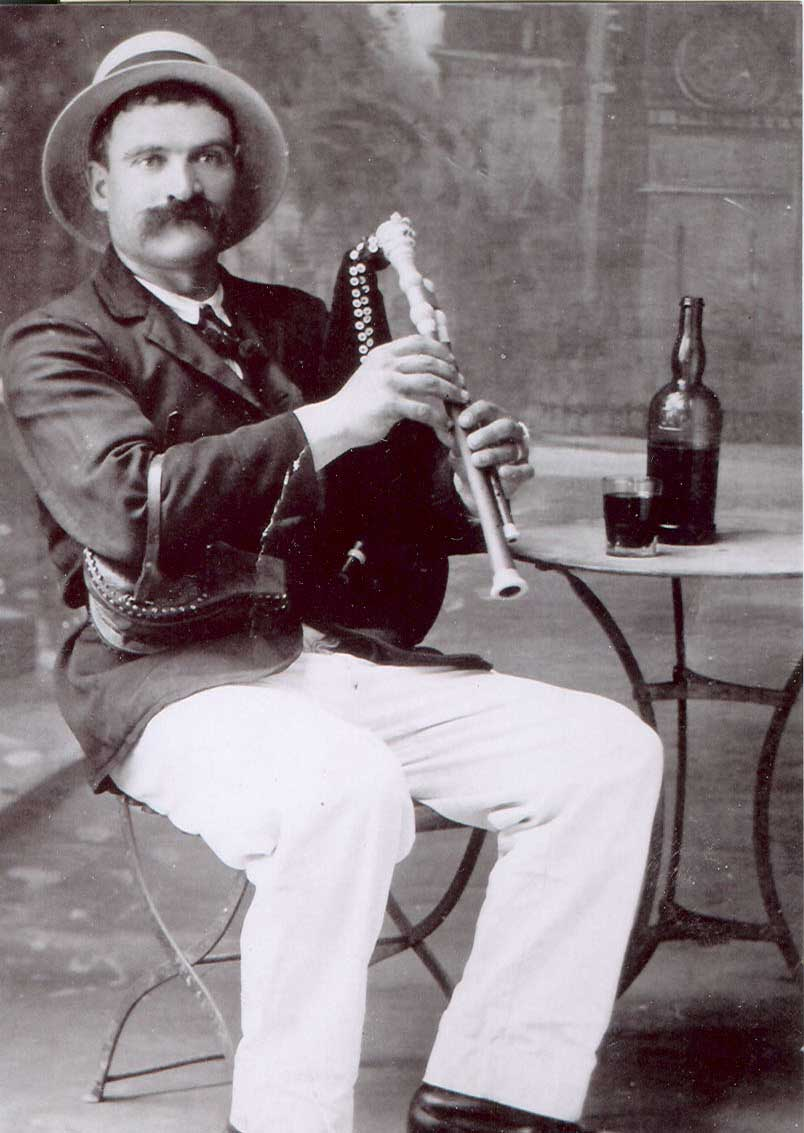
Cabrettespieler Jean Rascalou

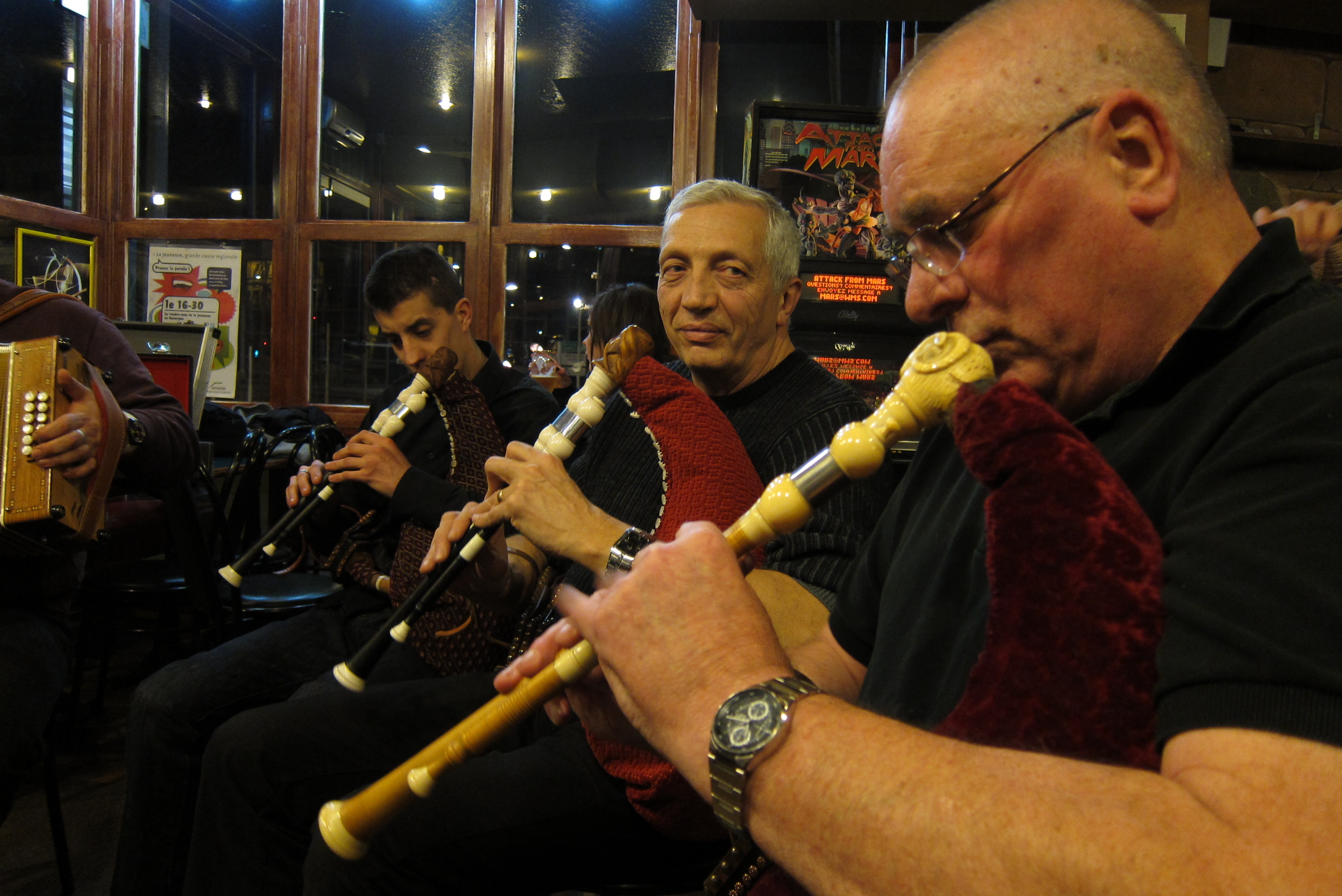
Cabrette-Spieler während einer Auvergatischen Musik-Session

Die Cabrette, auch Cabreta („kleine Ziege“), ist ein Blasinstrument aus der Familie der  Sackpfeifen, sie gilt als der für die französische Region Auvergne typische Dudelsack.

## Geschichte und Verbreitung
Das Musikinstrument wurde möglicherweise schon im 18. Jahrhundert von Bauern und Hirten der Region gespielt,
die genaue Herkunft ist allerdings bis heute unbekannt.
Das Instrument gelangte Ende des 19. und Anfang des 20. Jahrhunderts über die Auvergnatischen Migranten nach Paris. Auf den Tanzveranstaltungen der Auvergnatischen Gemeinde, den Bals Musettes oder Bals Auvergnats, wurde die Cabrette auch unter dem Einfluss italienischer Einwanderer gemeinsam mit dem Akkordeon gespielt.
Die Cabrette wird heute vor allem in der Auvergnatischen traditionellen und Folk-Musik benutzt.

## Name
Der Name Cabrette ist aus Latein capra, „(weibliche) Ziege“ und dem mittellateinischen bzw. italienischen Diminutivaffix -etta, französisch -ette, zusammengesetzt. Im Auvergnatischen lautet der Name des Instruments cabreta.

## Funktion
Das Instrument besteht aus dem Luftsack aus Ziegenleder, zur Dekoration mit einer Stoffhülle versehen, dem Blasebalg und der Spielpfeife (pied), sowie entweder einer mit der Spielpfeife im selben Stock sitzenden Bordunpfeife oder stattdessen einem (nicht funktionalen) Zierbordun.
Konstruktive Details der heutigen Cabrette (der pied Parisien) wurden von der Musette du Cour übernommen.
Waren die ersten Cabrettes mundgeblasenen, so wurde Mitte des 19. Jahrhunderts ein Blasebalg zur Cabrette hinzugefügt. Es wird erzählt, dass Joseph Faure aus Saint-Martin-de-Fugères im Département Haute-Loire zuerst einen Blasebalg für die Cabrette verwendet hat. Faure, ein Zimmermann, der mit einer Lungenkrankheit geschlagen war, wurde davon inspiriert, dass er mit einem Blasebalg ein Feuer entfacht hatte.

## Bekannte Musiker

### Anfang 20. Jahrhundert
- Martin Cayla (1889–1951), Auvergne
- Théodore Noël (1853–1937), Cabrettespieler und Komponist von traditioneller Musik des Limousin.
- Antoine Bouscatel (1867–1945), Auvergne

### Heute
- Didier Pauvert (* 1962): CV und Diskografie siehe Einzelnachweise[5]
- Michel Esbelin: CDs (Auszug): Quand on fait le même chemin (1996, mit Didier Pauvert, Akkordeon), Valse des Ombres (2008, solo)
- Dominique Paris: solo CD (1997, Verlag: cinq planètes)
- Jacques Puech: CD La Chabra Bura (2010, mit Yann Gourdon, Drehleier)[6]